# Regles de vol visual
Les regles de vol visual, més conegudes per les seues sigles en anglès VFR (de l'anglès Visual Flight Rules), és el conjunt de normes contingudes en el reglament de circulació aèria i que estableixen les condicions suficients de navegació aèria perquè el pilot puga dirigir el seu aeronau, navegar i mantenir la separació de seguretat amb qualsevol obstacle amb l'única ajuda de la vista. Amb VFR, el pilot dirigeix la seua aeronau mantenint en tot moment contacte visual amb el terreny, encara que li està permès utilitzar els instruments de vol a bord com ajuda suplementària.

## Criteris de visibilitat
Les condicions en les quals és possible realitzar un vol visual, conegudes per les seues sigles en anglès VMC (Visual Meteorological Conditions), estan detallades en el Reglament de Circulació Aèria, i es resumeixen en:
- Mantenir-se dins d'uns límits determinats d'altitud sobre el terreny. Altitud que no pot ser inferior a 500 peus (150 metres), ni superior a 24.500 peus (aproximadament, 7.000 metres).
- Mantenir una distància de seguretat amb les núvols circumdants. Depenent de l'altitud, el pilot haurà de volar en un espai lliure de núvols, o bé, en unes condicions tals que garantisquen una separació adequada, tant vertical com horitzontal, entre l'aeronau i els citats núvols.
- Tenir una visibilitat horitzontal determinada. Aquesta visibilitat mai pot ser inferior a 5 quilòmetres, incrementant-se fins a 8 en determinades altitudés.

El propòsit d'aquests requeriments és garantir que el vol pot realitzar-se sense que el pilot haja d'acudir a altra referència que l'observació directa del terreny. Per aquest motiu, a Espanya està prohibit volar de nit o travessar capes de núvols. El pilot és responsable únic de la navegació.

## Navegació visual
La majoria de les aeronaus lleugeres volen d'acord amb les Regles de Vol Visual, encara que depenent de la seua certificació estaran sotmeses a unes o altres restriccions.
- Els pilots d'ultralleugers (ULM) i veler no estan obligats a mantenir contacte per ràdio amb els controladors aeris, encara que els està prohibit travessar espais aeris controlats, així com desenganxar o aterrar des d'aeròdroms esportius sense permís previ.
- Els d'aeronaus lleugeres operen des d'aeròdroms esportius. Estan generalment obligats a mantenir-se en contacte amb els controladors, així com a notificar-los el seu pas per determinats punts indicats en les cartes de navegació aèria. Així mateix, han d'atenir-se als procediments d'eixida arribada als aeròdroms que s'indiquen en les esmentades cartes.

En qualsevol cas, la navegació visual no requereix especials coneixements. Encara que l'ús del GPS s'ha generalitzat, basta un mapa detallat de la zona de vol per a poder orientar-se.